# Flonja Kodheli
Flonja Kodheli (ur. 1980) – albańska aktorka i pianistka mieszkająca w Belgii.

## Życiorys
W wieku 8 lat zaczęła naukę gry na fortepianie.
W roku 1993, gdy miała wtedy 13 lat, wyjechała z rodzicami z rodzinnej Tirany do Brukseli, gdzie ukończyła konserwatorium i rozpoczęła wieloletnią zawodową karierę muzyczną. Studiowała na Królewskim Konserwatorium w Mons i występowała jako pianistka przez wiele lat. 
W wieku 26 lat przeniosła się do Paryża, gdzie mieszkała przez kolejne 10 lat, ale wróciła do Brukseli.
Poza ojczystym językiem albańskim, deklaruje znajomość języka włoskiego i francuskiego.

## Filmografia

### Filmy
| Rok  | Tytuł                    | Rola             |
| ---- | ------------------------ | ---------------- |
| 2009 | Otages                   | Catherine Moutin |
| 2010 | Marieke, Marieke         |                  |
| 2012 | Za murami                | siostra Ilira    |
| 2014 | Amsterdam Express        | Marta            |
| 2014 | Bota                     | July             |
| 2015 | Zaprzysiężona dziewica   | Lila             |
| 2016 | Zamek                    | Flora            |
| 2017 | Il contagio              | Marina           |
| 2018 | I odpuść nam nasze długi | Rina             |
| 2020 | Wygnanie                 | Hatiqe           |
| 2020 | Bocian                   | Vezirja          |
| 2020 | Ciepło domu              |                  |

### Seriale
| Rok       | Tytuł        | Rola            | Uwagi           |
| --------- | ------------ | --------------- | --------------- |
| 2017-2018 | Souviens-toi | Anna Rouah      | Odcinki 1 i 4-6 |
| 2018      | Helvetica    | Valentina Wicky | Odcinki 1-6     |

## Życie prywatne
Jest córką Justiny Aliaj, która również jest aktorką.
Flonja ma również brata, który zawodowo jest wiolonczelistą i mieszka w Nowym Jorku.